# Districte de Namacurra
El districte de Namacurra és un districte de Moçambic, situat a la província de Zambézia. Té una superfície de 2.028 kilòmetres quadrats. En 2007 comptava amb una població de 186.410 habitants. Limita al nord-oest amb el districte de Mocuba, a l'oest, sud-oest i sud amb el districte de Nicoadala, al sud-est amb l'oceà Índic i a l'est i nord-est amb el districte de Maganja da Costa.

## Divisió administrativa
El districte està dividit en dos postos administrativos (Macusse e Namacurra), compostos per les següents localitats:
- Posto Administrativo de Macusse:
  - Furquia
  - Macusse
  - Maxixine
  - Mbaua
- Posto Administrativo de Namacurra:
  - Malei
  - Muebele
  - Mutange
  - Namacurra
  - Pida